# Theodemund
Theodemund (Galicisch: Teodemundo) was zeer waarschijnlijk koning van de Sueben in Gallaecia (het huidige Galicië) in de duistere periode tussen de dood van Remismund in 469 en de kroning van Carriaric in 550. In die periode moeten meer koningen hebben geregeerd, maar hun namen zijn niet overgeleverd.